# توبياس القاضي
توبياس أرييل سيرفيرا قاضي (توبياس القاضي؛ مواليد 6 أغسطس 2002) هو لاعب كرة قدم محترف سوري–أرجنتيني يشغل مركز لاعب وسط، ويلعب حاليًا مع نادي بلاتينسي في الدوري الأرجنتيني الممتاز على سبيل الإعارة من نادي روزاريو سنترال. وُلد في الأرجنتين وبدأ تمثيل منتخب سوريا لكرة القدم منذ عام 2024.

## مسيرته مع الأندية
وُلد سيرفيرا في مدينة مار ديل بلاتا بمقاطعة بوينس آيرس، وبدأ ممارسة كرة القدم مع نادي كيلميس منذ سن الخامسة. خضع لتجربة قصيرة مع ريفر بليت وهو في العاشرة من عمره، كما لعب لفترة قصيرة مع فيرو كاريل أويستي، لكنه ترك النادي بسبب شعوره بالحنين لعائلته. في عام 2017، بدأ التدريب مع الفريق الأول لنادي كيلميس وشارك في الدوري المحلي.
بدأ سيرفيرا مسيرته الاحترافية مع نادي ألدوسيفي في الدوري الأرجنتيني الممتاز موسم 2022. شارك لأول مرة في 26 يونيو من نفس العام في مباراة ضد راسينغ كلوب، ولعب آخر 15 دقيقة بديلًا لزميله لياندرو ماسيل. أنهى الموسم بخوض 10 مباريات، بينها مباراتان كأساسي، وهبط فريقه إلى الدرجة الثانية.
في موسم 2023 من بريميرا ناسيونال، شارك في 22 مباراة وسجل 9 أهداف، قبل أن ينتقل في 31 أغسطس إلى روزاريو سنترال بعقد يمتد حتى نهاية 2026. امتلك روزاريو سنترال 50% من حقوقه الاقتصادية، فيما احتفظ كيلميس بنسبة 20%، وقدرت قيمة الصفقة بمليون دولار أمريكي. في 23 سبتمبر، سجل هدفه الأول مع الفريق في مباراة خسرها أمام خيمناسيا لا بلاتا.
في 10 سبتمبر 2024، انضم إلى نادي بلاتينسي على سبيل الإعارة مع خيار الشراء.

## مسيرته الدولية
يعود أصل سيرفيرا إلى سوريا من جهة والدته. في مايو 2024، استدعاه المدرب الأرجنتيني هيكتور كوبر للمشاركة مع منتخب سوريا لكرة القدم في تصفيات كأس العالم 2026 ضد كوريا الشمالية واليابان. خاض أول مباراة دولية له في 11 يونيو 2024 ضد اليابان في هيروشيما، والتي انتهت بخسارة 5–0 وإقصاء المنتخب السوري من التصفيات.

## الجوائز والتقدير
في عام 2023، حظي توبياس سيرفيرا بإشادة الصحافة الأرجنتينية بعد تألقه في بريميرا ناسيونال مع ألدوسيفي، حيث سُجلت عدة تقارير تشير إلى تميزه كأحد المواهب الشابة الصاعدة في الدوري. كما أكدت تقارير إعلامية لاحقة أن الاتحاد الدولي لكرة القدم (فيفا) وافق على مشاركته مع المنتخب السوري، ما زاد من شهرته على الصعيد الدولي.

## حياته الشخصية
يُعرف توبياس بشخصيته الهادئة وروحه الرياضية داخل وخارج الملعب. يتحدث الإسبانية والعربية بطلاقة، ويعتز بجذوره السورية، ويحرص على التواصل مع الجالية السورية في الأرجنتين. خارج كرة القدم، يهتم بالموسيقى والقراءة، ويشارك في مبادرات لدعم اللاجئين والرياضيين الشباب.